# Petra Bonmassar

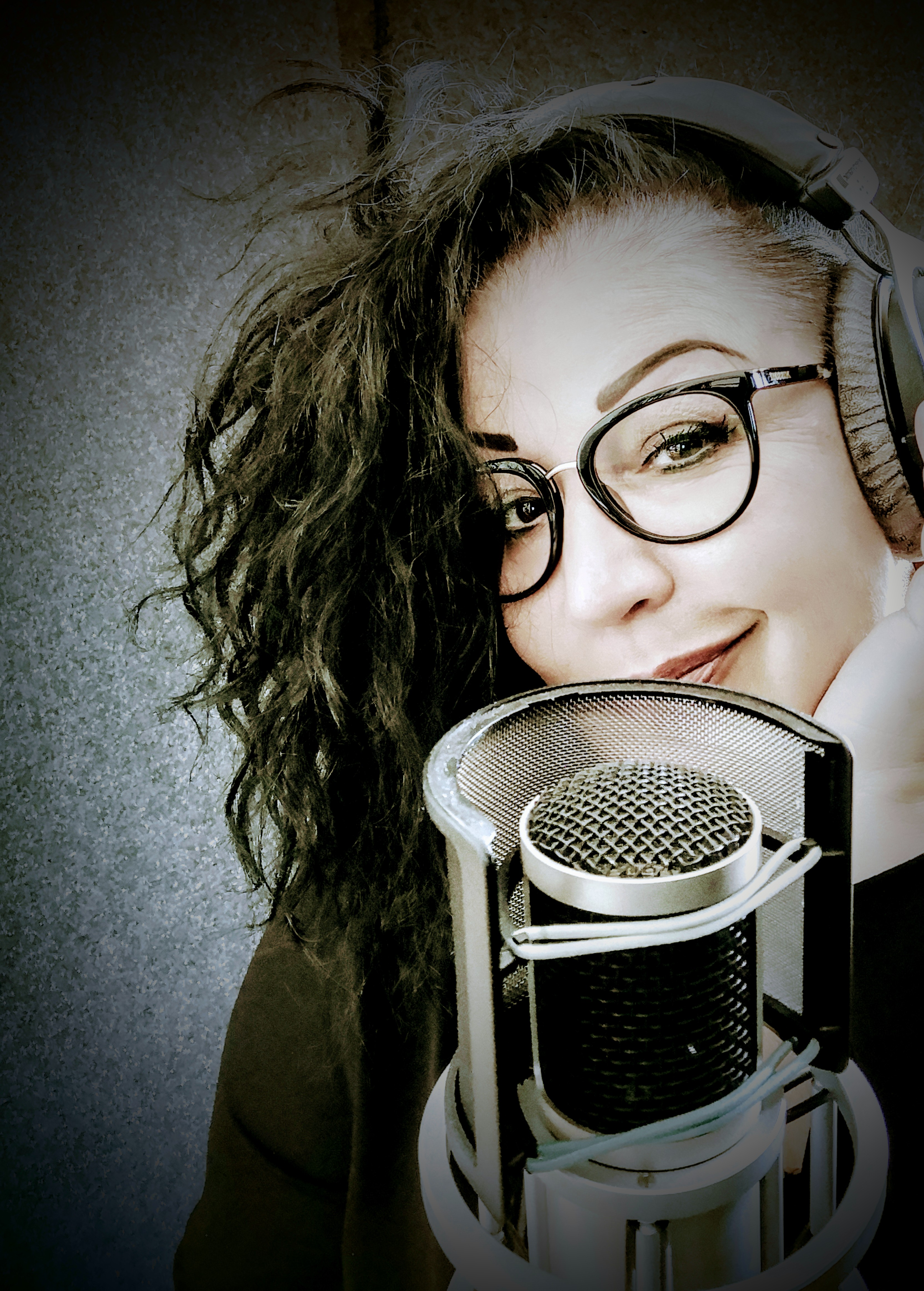
Petra Bonmassar 2020

Petra Bonmassar (* 11. März 1975 in Feldkirch) ist eine österreichische Songwriterin, Musikproduzentin, Sängerin und Vocal-Coach. Als Komponistin, Stimme, beziehungsweise Vocalcoach, ist sie unter anderem für Andreas Gabalier, DJ BoBo, Sonia Liebing, Howard Carpendale und Andrea Berg tätig. Sie arbeitet mit und für verschiedene Produzenten wie Roman Lüth, Mathias Roska, Thorsten Brötzmann, Axel Breitung, Felix Gauder u. a.

## Leben
Bonmassar wuchs größtenteils in Vorarlberg auf. Nach der Grundschule absolvierte sie das BORG Götzis. Dort schloss sie sich der Musicalgruppe WAMCO an und machte 1992 erste Bühnenerfahrungen auf der Seebühne Bregenz.
Nach absolvierter Matura wurde sie Lead-Sängerin der Band „Crabby“, mit der sie 1998 den Talentewettbewerb „Talente 98“ gewann. Es folgten Live-Auftritte als Support Act mit Lutricia McNeal und Candy Dulfer. Sie etablierte sich als Studiosängerin und Komponistin und arbeitete in diversen Tonstudios. Zeitgleich gründete sie ihr eigenes Tonstudio und arbeitete sich autodidaktisch in das Thema Recording, Engineering und Mixing ein.
2001 folgte der Autorenvertrag mit dem Musikverlag „0711 Entertainment“ (Sony BMG) in Stuttgart, über den diverse Songs veröffentlicht wurden.
2003 war ihr Durchbruch als Songwriterin mit den Starmania-Singles „Tomorrow’s Heroes“ und „Alles und mehr“, die sie zusammen mit Ina Wolf und Martin Frainer komponierte.
Über die Zusammenarbeit mit Syndicate Musicproduction lernte sie den Schweizer Künstler DJ BoBo kennen, für den sie seit 2005 singt, komponiert und produziert.
2018 gründete Petra Bonmassar in Vorarlberg ihr Tonstudio „SiNG-STUBE“ mit Schwerpunkt auf Songwriting, Vocalrecording und Vocalcoaching.
Ab 2020 setzt sie nach langer „Kompositions-Babypause“ wieder vermehrt ihren Fokus auf das Songwriting. (z. B. für Andrea Berg, Sonia Liebing, Bernhard Brink, Howard Carpendale,...)

## Veröffentlichungen als Komponistin / Produzentin / Sängerin
- 2003: Starmania – Tomorrow’s Heroes / Single / Platin in Österreich
- 2003: Starmania – Alles und mehr / Single / Gold in Österreich
- 2003: Preluders – You’re Blocking My Sun[2]
- 2004: Overground – Es ist gut so
- 2004: Thomas Anders – Playing with Dynamite[3]
- 2004: Thomas Anders – Every Little Thing[3]
- 2005: Joana Zimmer & David Bisbal – Let’s Make History (Titelsong zum Sat.1 Fernsehfilm Die Luftbrücke)
- 2005: Leonard / Album Wunderbare Jahre
- 2006: Leonard / Album Hautnah
- 2007: Tierisch tolle Kinderhits 3 Elefantenparty
- 2007: DJ BoBo / Single CH / We Gotta Hold On[4]
- 2007: Tierisch tolle Kinderhits 3 Das Faultier
- 2007: Vincy Chan (Hong Kong) – House of Passion.
- 2007: Natalia (NL) – Like a Lady und Let It Ride / Album: Everything and More
- 2007: DJ BoBo / Album Vampires
- 2007: beFour – Zero Gravity[5] / Album
- 2008: DJ BoBo / Single / Olé Olé
- 2009: Patrick Lindner / Album Fang dir die Sonne
- 2009: Vanessa Neigert / Album Mit 17 hat man noch Träume
- 2009: Die Paldauer / Album Nur du
- 2009: Schnuffel Kuschelhase / Album Komm kuscheln
- 2010: DJ BoBo Album Fantasy[6]
- 2010: DJ BoBo Single Superstar[7]
- 2010: Lou Bega Free again[8]
- 2010: Leonard / Album Die Jahre hinter mir
- 2010: Mehrzad Marashi (DSDS) / Album New Life[9]
- 2011: DJ BoBo / Album + Single Dancing Las Vegas
- 2011: Jazz Gitti / Single Hände rauf
- 2011: Willi Gabalier – Lass dich fallen
- 2012: Leo feat. Shaggy – Football is my Life
- 2013: Andrea Berg / Album Atlantis
- 2013: Frenk Schinkels & Marlena Martinelli
- 2013: Nockalm Quintett – Mit den Augen einer Frau
- 2014: DJ BoBo / Album Circus
- 2014: Die Edlseer / Aber dann im Garten Eden
- 2015: Oliver Haidt / Album Liebe Pur
- 2015: Leonard / Album Hit auf Hit
- 2015: Patric Scott / Album Real Christmas
- 2015: Andrea Berg / Album Seelenbeben
- 2015: Die Zipfelbuben Faultier[10] Komposition
- 2015: George Nussbaumer / Album Five mess more[11]
- 2016: DJ BoBo / Album Mystorial[12]
- 2016: Orry Jackson / Pieces in a Puzzle (ESC Österreich Finale)
- 2016: Leonard / Album Auf meinem Weg
- 2016: Die Paldauer / Album 3000 Jahre
- 2016: Willi Gabalier Haubenkind und Meine Zeit
- 2017: Nockalm Quintett / Album In der Nacht
- 2017: Nockalm Quintett / Single Erzähl mir nichts von ihm[13]
- 2017: Patric Scott / Album Paint me back
- 2017: Maria Voskania Ein mal zu oft[14]
- 2017: Jesse Ritch / Album Secret of Life
- 2018: Michelle / Album Tabu
- 2018: KNIE – Das Circus Musical[15] Chor-Arrangements[16]
- 2018: KNIE – Das Circus Musical Mein ganzes Leben lang[17]
- 2018: Linda Fäh / Sowas wie dich[18]
- 2018: Michelle / Single In 80 Küssen um die Welt
- 2018: Michelle x Matthias Reim / Single Nicht verdient
- 2018: DJ BoBo / Album Kaleidoluna[19] (Single: 1000 Dreams)
- 2018: Leonard / Album – Lerne im Regen tanzen[20] (Single: Aber noch lebst du)
- 2019: Andrea Berg / Album - Mosaik[21]
- 2019: Howard Carpendale / Single: Ti Amo
- 2019: Patric Scott feat. Naturally 7 / Single: All around the globe / Komposition[22]
- 2019: Patric Scott / Album - Spirit / Komposition[23], Backgroundvocals
- 2019: Die Paldauer / Single: Jekyll & Hyde
- 2020: Sonia Liebing / Single: Maybe / Backgroundvocals[24]
- 2020: Sonia Liebing / Single: Ich will mit dir (nicht nur reden) / Komposition, Lyrics, Backgroundvocals[25]
- 2020: Stefan Mross & Anna Carina Woitschack / Album „Stark wie zwei“ Backgroundvocals[26]
- 2020: Jasmin Tabatabai / Album „Jagd auf Rehe“ Backgroundvocals[27]
- 2020: Christian Torchiani / Single „Die von nebenan“ / Komposition, Lyrics
- 2020: Sonia Liebing / Album „Absolut“ / Diverse Songs: Komposition, Lyrics, Vocalrecording, Backgroundvocals[28]
- 2020: Fantasy / Album „10000 Luftballons“ Backgroundvocals
- 2020: Nockis / Album „Alles Hits“ Backgroundvocals[29]
- 2020: Sonia Liebing / Single „Ich will mit dir und du mit mir (nicht nur reden)“[30] Musik&Text, Vocalcoaching, Backgroundvocals[31] Top Platzierung in den Charts: 5 Wochen lang auf Platz 1 der Airplaycharts Pop-Konservativ[32]
- 2020: Melissa Naschenweng / Album „Lederhosenrock“ / Diverse Songs: Chor-Arrangement, Backgroundvocals
- 2020: Ross Antony / Album „Lass es glitzern“ / Diverse Songs: Chor-Arrangement, Lead-&Backgroundvocals inkl. Kinderchöre
- 2020: Patric Scott / Album „Snowflakes“[33]/ Komposition „Every little thing“[34] / Diverse Songs: Chor-Arrangement, Lead-&Backgroundvocals
- 2020: Andreas Gabalier / Album „A Volksrock'n'roll Christmas“[35]/ Diverse Songs: Chor-Arrangement, Gospel-Arrangement, Lead-&Backgroundvocals, Gospelchor[36][37]
- 2021 DJ BoBo / Album „Greatest Hits“ / Diverse Songs: Lead- & Backgroundvocals
- 2021 Maite Kelly / Album „Hello“ / Song: Was wäre wenn / Backgroundvocals
- 2021 Paulina Wagner / Album „Vielleicht verliebt“ / Diverse Songs: Lead- & Backgroundvocals
- 2021 Andreas Gabalier / Single „Liebe leben“ / Lead- & Backgroundvocals, Chor-Arrangement
- 2021 Paulina Wagner / Single „Liebe Liebe“ / Komposition
- 2021 Bernhard Brink / Album „Lieben und leben“ / Backgroundvocals
- 2021 Bernhard Brink / „Meilenweit“ & „Wieder laut und wieder frei“ / Komposition[38]
- 2021 Karsten Walter / Single „Komm näher“ / Komposition / Backgroundvocals
- 2021 Max Weidner / „Schau ma mol“ + „So is des Spiel“ + „Mitm Radl in die Stadt“ / Lead- & Backgroundvocals
- 2022 Sonia Liebing / SPUREN DER LIEBE[39] / Single / Komposition & Backgroundvocals
- 2022 Karsten Walter / KOMM NÄHER[40] / Album & Singles / Komposition & Backgroundvocals
- 2022 Elke Sanders / GRENZENLOS / DURCH DEN SOMMERREGEN / Komposition & Backgroundvocals
- 2022 Andreas Gabalier / EIN NEUER ANFANG / Album & Singles / Lead- & Backgroundvocals[41], Chor-Arrangement
- 2022 Sonia Liebing / DIE LIEBE HAT MICH KALT ERWISCHT[42]/ Single / Komposition & Backgroundvocals
- 2022 Andrea Berg / ICH WÜRDS WIEDER TUN / Backgroundvocals[43]
- 2022 Antje Klann / WAS WÄRE WENN / Komposition[44]
- 2022 Karsten Walter feat. Marina Marx / LASS DIE ANDEREN REDEN[45] / Single / Komposition & Backgroundvocals
- 2022 Howard Carpendale feat Eric Philippi / WEISSE TAUBE / Single / Backgroundvocals[46]
- 2022 Laffontien Brothers / MANEGE FREI[47]/ Single / Komposition + Text[48]
- 2022 Beatrice Egli / VOLLES RISIKO / Single / Backgroundvocals
- 2022 Gina Brese / TU'S[49] / Single / Komposition + Backgroundvocals
- 2022 Marie Reim / Bist du dafür bereit / Single / Komposition + Text / Backingvocals[50]
- 2022 Marie Reim / Bist du dafür bereit / Album: diverse Songs Komposition + Text / Vocals
- 2023 DJ BOBO / EVOLUTZ30N / diverse Songs Komposition + Text / Vocals[51]
- 2023 Bernhard Brink / LEB LAUT / Single / Komposition + Text[52]
- 2023 Ute Freudenberg / Jetzt erst recht / Single / Backingvocals
- 2023 Elke Sanders / Phänomenal & Heben wir ab / Single / Komposition + Text / Vocals[53]
- 2023 Sonia Liebing / Liebe ist für alle da / Single & Album / Komposition + Text / Vocals[54]
- 2023 Marina Marx / Weisst du noch / Single / Komposition + Text / Vocals[55]
- 2023 JULEZZ / Ich küsse wen ich will & Euphorisiert & Im nächsten Leben / Single / Komposition + Text / Vocals[56]
- 2023 Adriana / Oh la la / Single / Komposition + Text / Vocals[57]
- 2023 Monika Martin / Und er singt / Albumtrack / Komposition + Text / Vocals[58]
- 2023 Schürzenjäger / Da bin i dahoam / Single / Komposition + Text
- 2023 Karsten Walter / Blind Date / Single / Komposition + Text / Vocals[59]
- 2023 Joey Heindle / Wellenreiter / Single / Komposition + Text / Vocals[60]
- 2023 Sonia Liebing / Hemmungslos / Single / Komposition + Text / Vocals[61]
- 2023 Tory Noé Trio[62]/ Angel on a snowflake / Single + Album / Komposition + Text / Vocals
- 2023 Sonia Liebing / Feuer im Kamin / Single / Komposition + Text / Vocals[63]
- 2024 Marina Marx / Steh auf und leb / Single / Komposition + Text / Vocals[64]
- 2024 Julezz / Skyline / Single / Komposition + Text / Vocals[65]
- 2024 Sonia Liebing / Ich wünsche dir / Single / Komposition + Text / Vocals[66] (5 Wochen lang Platz 1 der deutschen Radiocharts Pop Konservativ)
- 2024 Adriana / Superheldin / Single / Komposition + Text + Produktion / Vocals[67]
- 2024 Sylvia Walker / Komm, let's go / Single / Komposition + Text / Vocals[68]
- 2024 Schürzenjäger / Lass die Sonne wieder scheinen / Single / Komposition + Text / Vocals[69]
- 2024 Stephan Rummel / Baila Senorita / Komposition + Text + Produktion / Vocals[70]
- 2024 Patricia Larrass / Immer wieder / Single / Komposition + Text + Produktion / Vocals[71]
- 2024 Sonia Liebing / Nein, Baby / Single / Komposition + Text / Vocals[72]
- 2024 Marina Marx / ALBUM Wahrheit oder Pflicht / diverse Songs (Komposition, Text, Vocals)[73]
- 2024 Dorthe Kollo / Echte Helden müssen kämpfen / Single / Komposition + Text / Vocals[74]
- 2024 Nathalie Holzner / Liebe an die Macht / Single / Komposition + Text / Vocals[75]
- 2024 Sylvia Walker / Sag mir wann / Single / Komposition + Text + Produktion / Vocals[76]
- 2024 Adriana / Mein kleines Lied / Single / Komposition + Text + Produktion / Vocals[77]
- 2025 Andrea Berg / SIMSALABIM / Single / Komposition / Vocals[78]

## Trivia
Der Song Tomorrow’s Heroes war die erste in Österreich produzierte Single, die in Österreich bereits vor Veröffentlichung Gold-Status erreicht hatte.